# Hot Rod
Hot Rod er en amerikansk komediefilm fra 2007 instrueret af Akiva Schaffer efter manuskript af Pam Brady. Filmen har komikeren Andy Samberg i hovedrollen sammen med bl.a. Isla Fischer og Danny R. McBride.

## Medvirkende
- Andy Samberg
- Jorma Taccone
- Bill Hader
- Danny R. McBride
- Isla Fischer
- Sissy Spacek
- Ian McShane
- Will Arnett
- Chris Parnell
- Chester Tam
- Mark Acheson
- Alvin Sanders
- Akiva Schaffer
- Brittney Irvin
- Brittany Tiplady